# Aremonia agrimonoides
Aremonia agrimonoides – gatunek rośliny z monotypowego rodzaju Aremonia z rodziny różowatych. Występuje w Europie południowej i środkowej oraz w Azji Mniejszej (na obszarze między Włochami, Czechami, Słowacją, Ukrainą i Turcją). Rośnie w widnych lasach liściastych i na ich skrajach, na przydrożach śródleśnych i porębach, na murawach i pastwiskach w sąsiedztwie lasów. Kwitnie od maja do lipca, najintensywniej w czerwcu.

## Morfologia
PokrójBylina kłączowa o wzniesionych lub podnoszących się, owłosionych pędach osiągających 5–30 cm wysokości.
LiścieDolne nieparzysto-pierzaste, o długości 10–20 cm, z listkami jajowatymi, w dwóch–trzech parach. Listek szczytowy i para listków pod nim wyraźnie większa od niżej położonych. Górne, łodygowe liście trójlistkowe. Listki karbowano-ząbkowane.
KwiatyZebrane po 3–5 w kwiatostan wierzchotkowy. Osadzone na krótkich szypułkach. Kielich wsparty kieliszkiem o listkach o długości równej 1/4 działek, które osiągają 2–2,5 mm długości. Korona o płatkach żółtych, dłuższych od kielicha (długości 4–7 mm). Pręciki w liczbie 5–10. Słupek z dwóch owocolistków.
OwoceJedna lub dwie niełupki zamknięte w stożkowatym lub walcowatym hypancjum. Owoce kulistawe, ale na jednym z końców z czterema skrzydełkami i elajosomem (ciałkiem tłuszczowym atrakcyjnym dla mrówek, które je przenoszą). Osiągają rozmiary 5–6 × 2,4–3,2 mm.

## Zmienność
Poza podgatunkiem nominatywnym (subsp. agrimonoides) opisano także endemiczny dla Grecji subsp. pouzarii Skalicky, osiągający większe rozmiary, dolne liście mają trzy-cztery pary listków, przy czym wszystkie mają podobne rozmiary, płatki korony są większe – osiągają 6–8 mm.